# Dédougou (departamento)
Dédougou é um dos sete departamentos da província de Mouhoun, no Burkina Faso.